# شراپ‌شر
شراپ‌شر (به انگلیسی: Shropshire) یکی از شهرستان‌های کشور انگلستان است که در ناحیه میدلند غربی قرار دارد. این شهرستان در سال ۲۰۱۵ میلادی ۴۸۲.۴۰۰ نفر جمعیت داشته و مرکز آن شهر شروزبری است.

## بخش‌ها
1. شراپ‌شر کونسیل
2. تلفورد و ورکین

## افراد مشهور
- بیلی رایت
- جو هارت
- چارلز ببیج
- کی.کی. داونینگ
- ویلفرد اوون
- فیلیپ سیدنی